# Lone Rode
Lone Rode (født 29. maj 1934 i København, død 9. august 2019) var en dansk skuespillerinde, der gennem mange år var en del af Aarhus Teaters ensemble sammen med sin mand, Aksel Erhardsen.
Lone Rode var oprindeligt uddannet børnehavelærerinde, men hun kom ind på Odense Teaters elevskole i 1957 og blev uddannet skuespiller i 1959. I starten var hun tilknyttet Odense Teater med store roller i blandt andet Peer Gynt (Solvej), Elverhøj (Agnete) og Enetime (eleven). I 1966 flyttede hun til Aarhus Teater, hvor hun spillede et bredt repertoire fra klassikere som William Shakespeare til mere moderne dramatikere som Dario Fo.
I midten af 1980'erne blev hun freelance-skuespiller for at få tid til sine børn, men fra 1992 var hun tilbage som fastansat ved Aarhus Teater, hvor hun var i nogle år, inden hun trak sig tilbage. 
Lone Rode medvirkede få film, men spillede fra 1959 med i 16 tv-spil og flere tv-serier. Hun havde blandt andet hovedrollen i tv-serien Frøken Jensens pensionat fra 1982. Hun indlæste flere lydbøger.

## Udvalgt filmografi
- Mennesker mødes og sød musik opstår i hjertet (1967) – Evangeline Hansen
- Drenge (1977) – Oles mor
- Brødrene Løvehjerte (1977) – Antonia

## Tv-serier
- Fiskerne (1977) – Mariane Vrist
- Frøken Jensens pensionat (1982) – Frk. Katrine Jensen